# فرضية السافانا

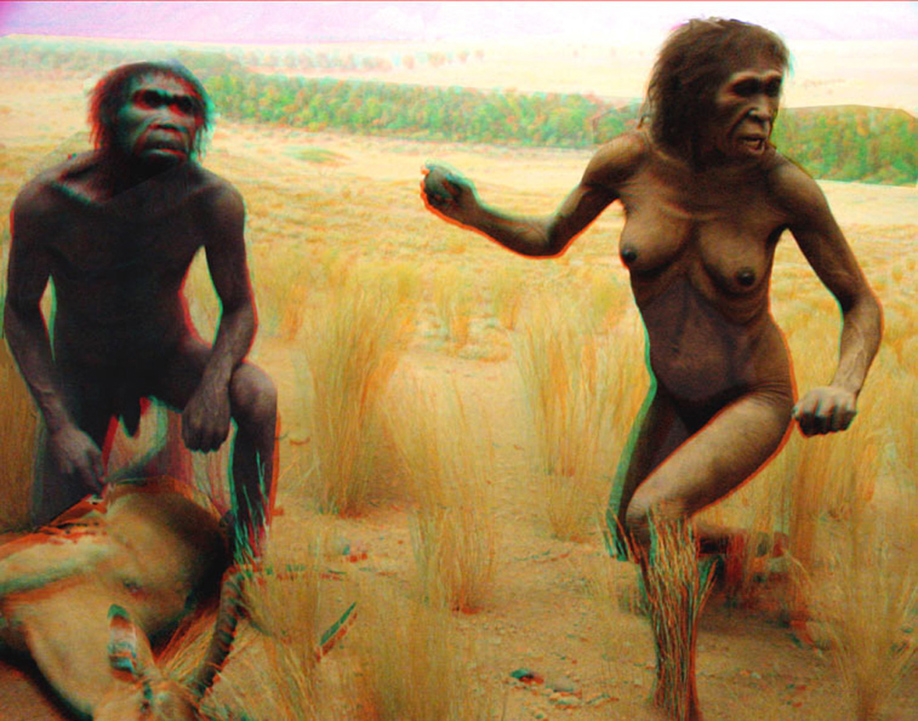
زوج من القردة الأسترالوبيثكس

فرضية السافانا (بالإنجليزية: savannah hypothesis أو savanna hypothesis) هي فرضية مفادها أن كائنات ثنائيات الحركة تطورت كنتيجة مباشرة لانتقال أسلاف البشر من نمط التحرك الشجري إلى نمط السافانا. وفقًا للفرضية، قبل ملايين السنين تركت قبيلة البشراناوية الأراضي الخشبية التي كانت في السابق موئلهم الطبيعي، وذهبت للتكيف مع موئل جديد من خلال الاتجاه إلى الأعلى.
إن الفكرة القائلة بأن تراجع الغابات الاستوائية بفعل المناخ أجبر البشراناويين الأوائل على المشي على قدمين منذ وقت طويل. رأى بعض المؤلفين الأوائل أراضي السافانا كمراعي مفتوحة، في حين رأى آخرون فسيفساء من البيئات ابتداءًا من الأراضي الخشبية إلى العشبية. وقد شهدت الفرضية انتقادات متزايدة منذ أواخر ستينات القرن العشرين على الأقل. تم رفض إصدار الأراضي العشبية المفتوحة في الغالب، في حين أن نسخة الفسيفساء ما تزال تحظى بدعم واسع نسبيًا، على الرغم من أن الانتقال من الغابات إلى السافانا ربما كان أكثر تدريجية مما كان يعتقد سابقًا.

## التاريخ
يعود تاريخ تلك الأفكار الأساسية إلى جان باتيست لامارك وتشارلز داروين وألفرد راسل والاس. رأى غوستاف شتاينمان أن الحدّ من الغابات الممطرة بسبب تغير المناخ هو الدافع الهام لنزعة ثنائيات الحركة. اعتقد أهنري فارفيلد أوزبورن أن الإنسان ربما قد نشأ من الغابات والسهول الفيضية في جنوب آسيا. قال ماكس هيلزهايمر إن المناظر الطبيعية المفتوحة هي التي حفزت التنمية.
برزت الفرضية لأول مرة مع اكتشاف قرد أوسترالوبيثيكوس الأفريقي من قِبَل رايموند دارت في عام 1924. في مقال عن هذا الاكتشاف نُشر في مجلة نيتشر، كتب دارت:
«من أجل إنتاج الإنسان كانت هناك حاجة إلى تدرّب صناعي مختلف من أجل تشديد الذكاء والإسراع في المظاهر العليا للفكر - وهو مكان أكثر انفتاحًا حيث تكون المنافسة أكثر قوة بين السرعة والتسلل، وحيث تلعب براعة التفكير والحركة دورًا رئيسيًا في الحفاظ على الأنواع. قال داروين: «لا توجد دولة في العالم تكثر فيها الوحوش الخطرة أكثر من الجنوب الأفريقي». وفي رأيي أن الجنوب الأفريقي، بتزويده لبلد واسع مفتوح بأحزمة مشجرة وشحّ نسبي للمياه، إلى جانب منافسة شرسة ومريرة بين الثدييات، فإنه قد زوّد مختبرًا كان ضروريًا لهذه المرحلة من التطور البشري».
- رايموند دارت، قرد الأوسترالوبيثيكوس الأفريقي: الرجل القرد من جنوب أفريقيا
ذكر وينرت أن القردة مترددة جدًا في ترك الأمان الذي يحصلون عليه من موئلهم على الأشجار، وأن أسلاف الإنسان الحديث لم يتركو موائلهم أيضًا، إنما الأشجار هي من تخلت عنهم. ردّد غرابو هذا بقوله: بدلًا من أن تترك القردة أشجارهم، فإن الأشجار هي من تركتهم.
لم يوافق الجميع على هذه الفرضية، مثل ويدنريش، لكنه استنتج أنه كان اعتقادًا سائدًا على نطاق واسع.
ساعد عمل روبرت أردري في نشر الأفكار التي طورها دارت مع جمهور واسع.
في العقود التي تلت اكتشاف دارت، تم العثور على المزيد من الحفريات في شرق وجنوب أفريقيا، ما أدى إلى البحث لاستنتاج أن هؤلاء كانوا من سكان السافانا أيضًا. كان من المسلّم به في كثير من المناقشات الأكاديمية في ذلك الوقت أن الانتقال إلى السافانا كان عاملًا رئيسيًا بظهور ثنائيات الحركة، وركزت تلك المناقشات أيضًا على تحديد آليات معينة حدث بها ذلك.
كانت إحدى الآليات المقترحة هي فرضية تحريك المفاصل؛ إلى جانب الادعاء بأن أسلاف البشر الأوائل ساروا على أربعة أقدام عندما ظهروا لأول مرة في السافانا. استند هذا إلى ملاحظات الخصائص المورفولوجية الموجودة عند قرود أسترالوبيتك أنامنسيس وأسترالوبيثيكوس أفارينيسيس، وتم الافترض أن المشي باستخدام المفاصل كان مثالًا على التطور التقاربي عند الشمبانزي والغوريلا، والذي فقد بعد ذلك من قِبَل الشمبانزي البشراني. افترض علماء الأنثروبولوجيا القديمة أن الحالة الصحيحة كان من الممكن أن تكون مفيدة للبشراناويين الذين يعيشون في السافانا إذ أنها سمحت لهم بالبحث بين الأعشاب الطويلة على الحيوانات المفترسة أو بحثًا عن الفرائس. اقترح بي. إي. ويلر أن هناك ميزة أخرى تكمن في تقليل كمية الجلد المعرضة للشمس، ما يساعد على تنظيم درجات حرارة الجسم. يبدو أن فرضية دوران النبض، التي وصفتها إليزابيث فربا لأول مرة، تدعم فرضية السافانا من خلال اقتراح أن أحداث تغير المناخ التي تؤدي إلى تقلص المناطق الحرجية أجبرت الحيوانات على الخروج إلى الأراضي العشبية المفتوحة.
قام جون تالبوت روبنسون بالتحقيق في التشعب التكيفي للأسترالوبيثيكوس ولاحظ أعشاب السافانا وغيرها من البيئات القاحلة تتسع لذلك، ما أتاح فرصة متزايدة للحيوانات القادرة على التكيف مع هذه الظروف. قام تيودور مونو بالتحقيق في دور التطور البشري في الصحراء خلال الفترات الرطبة كمكان تم تغطيته بالسهوب والسافانا والبحيرات. رأى أيضًا مزايا خاصة لعملية التشكيل في السافانا المشجرة.
على غرار نوع أبو قلادة، اقترح جولي أنه في الإنسان البشراني، يتم فرض خصائص «أبو قلادة» على ذخيرة سلوكية وبنية ما بعد الجمجمة بشكل متوافق تمامًا مع درجة معينة من الانتصاب الجذعي. كان من الممكن أن يتم التحريض على الانتقال إلى المرحلتين عن طريق أكل البذور ومن المحتمل أن يحدث في بيئة تشبه أراضي الدامبو، والتي تتحول لاحقًا إلى سهول فيضية أوسع.
كان لافجوي من أوائل الناقدين لفرضية السافانا في عام 1981. وقال إنه من الأرجح أن البشراناويين في الموائل المفتوحة كانوا بالفعل ثنائيي الحركة وأن احتلالهم المنتظم للسافانا لم يكن ممكنًا حتى يتم تطوير السلوك الاجتماعي المكثف بشكل جيد.
سعى أدريان كورتلاندت للحصول على الحاجز المطلوب لحدوث انتواع متباين الموطن. وفقًا له، فإن الوادي المتصدع الكبير ونهري النيل وزمبيزي كانوا بمثابة حاجز مزدوج عندما وقعت فترة من التجفف في شرق إفريقيا. يجب أن يكون هذا قد حول آخر قرد من نوع دريوبيثسيني (بروكونسول) إلى نوع متكيف مع الأدغال والأراضي العشبية يمشي منتصبًا ومتكيفًا مع الجفاف، أي من المحتمل تمامًا أن يكون «بشراناوي»، بالمعنى الدقيق للكلمة. هذا يتوافق مع موقع بعض الحفريات المهمة التي تم العثور عليها حتى ذلك الحين، مثل في عام 1939 قرد الأسترالوبيثيكوس أفارينيسيس في لايتولي من قِبَل لودفيغ كول لارسن، وأيضًا البارانثروبوس البويزي في أولدوفاي جورج في عام 1959 من قِبَل ماري ليكي. أصبحت هذا الوادي الكبير معروفًا باسم إيست سايد ستوري من قِبَل إيف كوبينز.